# 1185 Avenue of the Americas
1185 Avenue of the Americas, går även under namnen Stevens Tower och J.P. Stevens Company Tower, är en skyskrapa som ligger utmed gatan Avenue of the Americas/Sixth Avenue på Manhattan i New York, New York i USA.
Byggnaden uppfördes 1971 som en fastighet för kontorsverksamhet. Den är 176,79 meter hög och har 40 våningar.
Petroleumbolaget Hess Corporation har sitt huvudkontor i skyskrapan.